# Clima di Firenze
Il clima di Firenze è un clima temperato umido con estate molto calda (Cfa) secondo la classificazione dei climi di Köppen ed un clima subumido (C2) secondo la classificazione climatica di Thornthwaite. Nella classificazione climatica dei comuni italiani la città di Firenze rientra nella zona D con 1 821 GG, mentre la diffusività atmosferica risulta bassa secondo uno studio del 2002 dell'Ibimet CNR.

## Storia

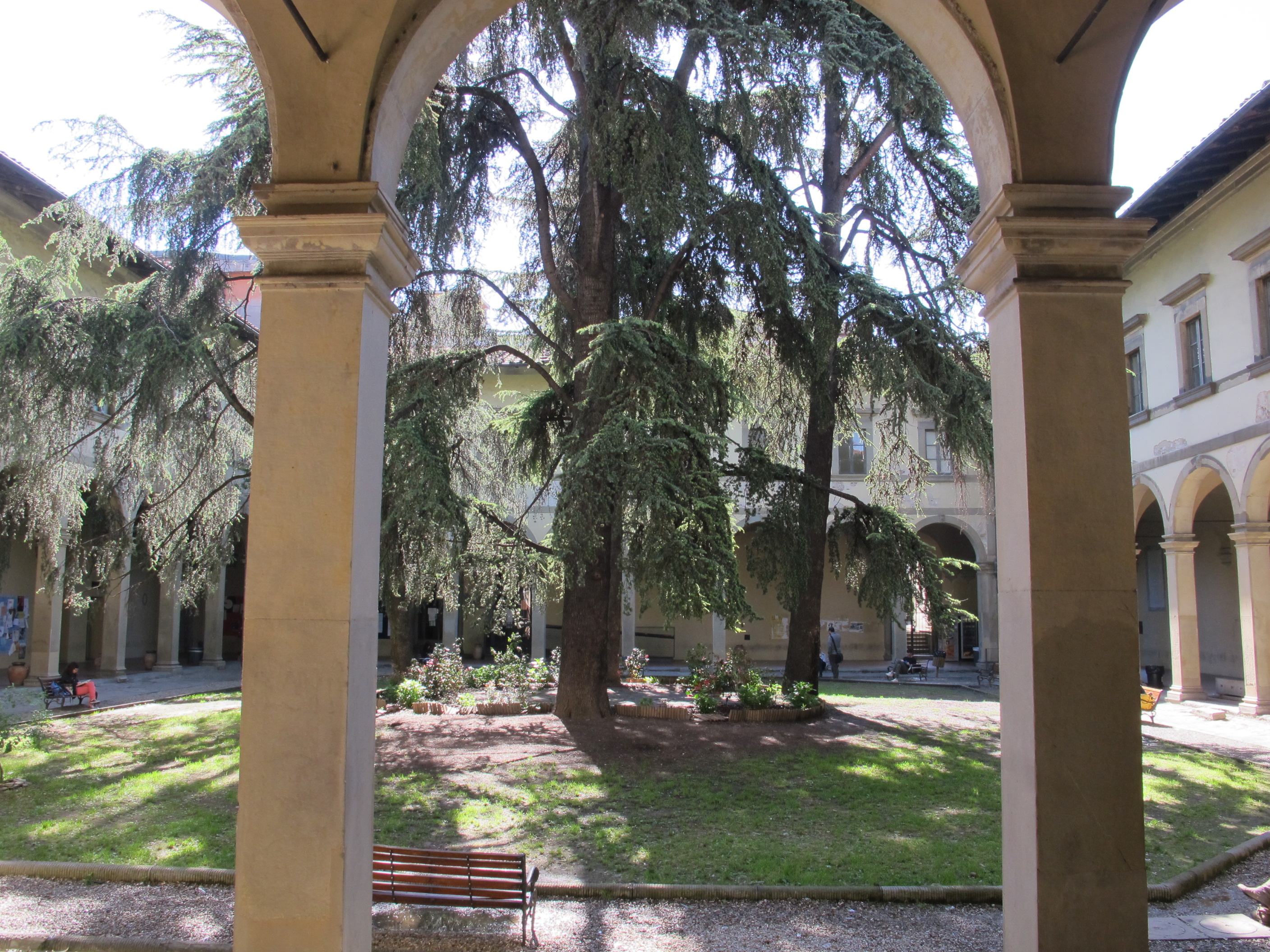
Parziale veduta del complesso di Santa Maria degli Angeli dove iniziarono le osservazioni meteorologiche nel 1654

Firenze è stata una delle prime città ad emergere storicamente nel panorama meteorologico mondiale, grazie all'attivazione della stazione meteorologica di Firenze Monastero degli Angeli che tra il 1654 e il 1670 ha effettuato osservazioni meteorologiche e registrazioni di dati termometrici per la rete meteorologica granducale, che venne istituita da Ferdinando II de' Medici ed includeva in quegli anni anche le stazioni toscane di Vallombrosa (1656-1668), di Pisa (1657-1658) e di Cutigliano (1658-1659), oltre ad includere al di fuori dei confini granducali le stazioni meteorologiche italiane di Bologna, Parma e Milano e quelle europee di Innsbruck, Varsavia e Parigi.
Le registrazioni di dati termometrici al Monastero degli Angeli venivano effettuate utilizzando termometri fiorentini a scala 50, col valore di 13,5° corrispondente a 0 °C. Nella tabella sottostante viene approssimativamente indicata la conversione dai gradi fiorentini in scala 50 ai gradi della scala centigrada attualmente in uso.
| Gradi Fiorentini in scala 50 | Gradi Celsius |
| ---------------------------- | ------------- |
| 0°                           | -20,3 °C      |
| 10°                          | -5,3 °C       |
| 13,5°                        | 0 °C          |
| 20°                          | +9,8 °C       |
| 30°                          | +24,8 °C      |
| 40°                          | +39,8 °C      |
| 50°                          | +54,8 °C      |

## Caratteristiche climatiche

### Temperature

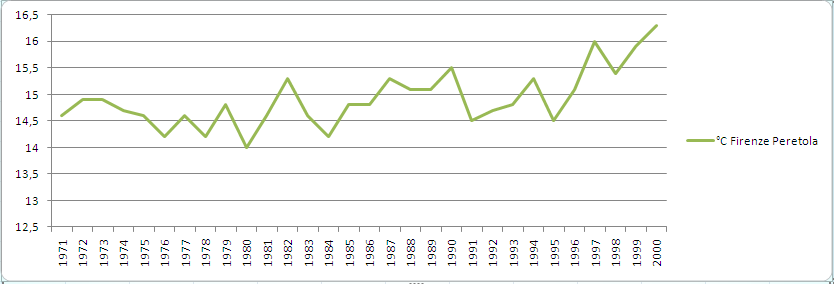
Andamento della temperatura media annua dal 1971 al 2000 alla stazione aeroportuale di Peretola

Le temperature medie annue si attestano attorno ai 15 °C, con la suddetta soglia che viene superata di pochi decimi nell'area urbana a causa dell'effetto dell'isola di calore cittadina che condiziona soprattutto l'andamento delle temperature minime rispetto alle stazioni extraurbane e rurali dove la temperatura media annua si attesta di poco al di sotto di tale soglia.
Le temperature medie del mese più freddo, gennaio, sono ovunque inferiori ai 7 °C, con i valori medi più elevati che anche in questo caso vengono registrati presso le stazioni urbane. Nel corso dell'inverno, e qualche volta anche fra ottobre e novembre e tra marzo e aprile, la temperatura può scendere sotto lo zero, soprattutto nelle aree extraurbane e rurali e specialmente durante le notti caratterizzate da cielo sereno, calma di vento, contenuta umidità relativa e accentuata limpidezza atmosferica; le temperature possono scendere anche abbondantemente al di sotto dello zero in caso di irruzioni di aria fredda artico continentale o di effetto albedo susseguente a nevicate. In media i giorni di gelo annui alla stazione aeroportuale di Peretola nel trentennio 1961-1990 sono 41 (31 in inverno e 5 sia in autunno che in primavera), mentre nel successivo trentennio 1971-2000 i giorni di gelo medi annui sono scesi a 35 (27 in inverno e 4 sia in autunno che in primavera).
In base ai trentenni di riferimento climatico esaminati, il mese più caldo può essere luglio o agosto. Prendendo luglio come mese convenzionalmente più caldo, le temperature medie sono ovunque superiori ai 24 °C, con picchi medi che superano anche i 25 °C nelle stazioni urbane come quella dell'Osservatorio Ximeniano. In estate, soprattutto negli ultimi anni, sono piuttosto frequenti le giornate in cui si raggiungono i 35-36 °C, evento normale con forti anticicloni per una latitudine sotto al 45º parallelo dove l'incidenza del sole è molto forte; talvolta le temperature si avvicinano anche ai 40 °C, raggiungendoli e superandoli di poco in alcune annate. Nel corso dell'anno, in base alle medie trentennali dal 1971 al 2000 della stazione aeroportuale di Peretola, si registrano mediamente 62 giorni con temperatura massima superiore ai 30 °C (2 in maggio, 9 in giugno, 23 in luglio, 22 in agosto e 6 in settembre).

### Nuvolosità

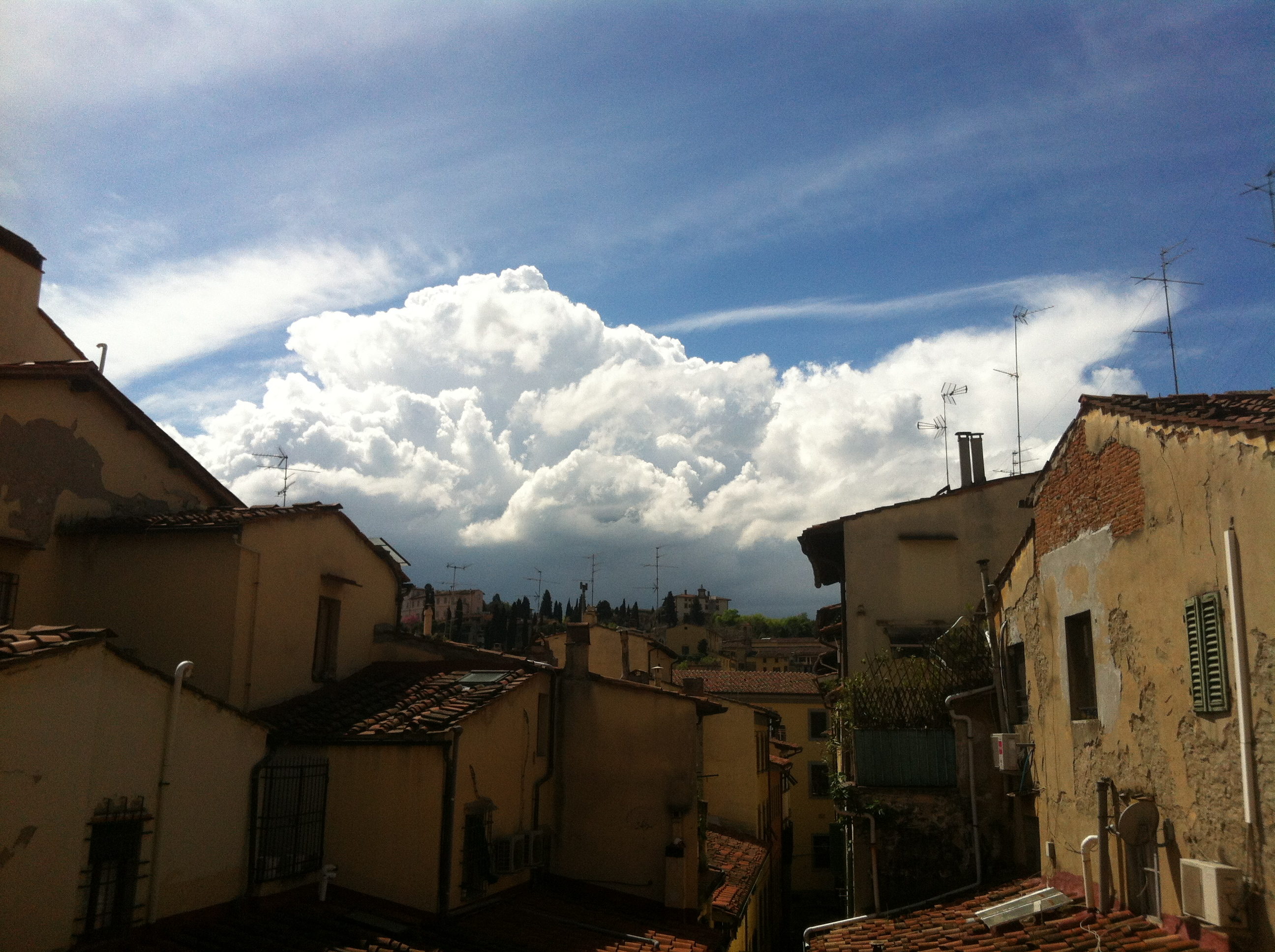
Cumulonembi termoconvettivi pomeridiani in sviluppo sulle colline del Chianti visti dalla città.

In base alle osservazioni meteorologiche effettuate tra il 1961 e il 1990 presso la stazione aeroportuale di Peretola, la nuvolosità media annua si attesta ad un valore di 4,2 okta giornalieri.
Il mese con la media più elevata risulta dicembre con 5,1 okta giornalieri, mentre la media più bassa si registra nel mese di luglio con 2,7 okta giornalieri. A livello stagionale, l'inverno fa registrare le medie più elevate con 4,9 okta giornalieri, mentre in estate si verificano le medie più basse con 3,1 okta giornalieri.
I mesi invernali fanno registrare valori medi più elevati rispetto a quelli dei mesi autunnali per il fenomeno della maccaja che può apportare copertura nuvolosa di tipo medio-basso in presenza di condizioni anticicloniche associate alla presenza di aria calda in quota e di correnti umide al suolo di origine marittima. Al contrario, nei mesi estivi la nuvolosità è determinata soprattutto dall'attività termoconvettiva pomeridiana che interessa principalmente le aree appenniniche e i rilievi chiantigiani ma che talvolta può coinvolgere marginalmente anche la città di Firenze.

### Precipitazioni
Le precipitazioni medie annue si attestano attorno ai 900 mm, valore che viene superato di poco alla stazione aeroportuale di Peretola mentre all'Osservatorio Ximeniano la media annua risulta inferiore alla suddetta soglia.
In tutte le stazioni cittadine il mese mediamente più piovoso risulta essere novembre e quello mediamente più secco luglio; soltanto in alcuni trentenni di riferimento climatico nel corso dell'Ottocento il mese di ottobre è risultato mediamente più piovoso rispetto a quello di novembre.
A livello stagionale, le precipitazioni risultano concentrate prevalentemente in primavera (massimo secondario per accumulo con numero massimo di giorni di pioggia stagionali) ed autunno, stagione durante la quale possono risultare abbondanti.
Integrando le serie storiche pluviometriche della stazione meteorologica dell'Osservatorio Ximeniano (dal 1822) e di quella dell'aeroporto di Peretola (dal 1951), l'anno più piovoso registrato a Firenze è stato il 1937 con 1269,9 mm totali annui, seguito dal 1838 con 1226,9 mm totali e dal 1910 con 1200,3 mm totali. Al contrario, l'anno più siccitoso è finora risultato il 1894 con 433,7 mm totali annui (lo stesso anno accumulo di 405,0 mm totali alla stazione meteorologica di Firenze Museo La Specola), seguito dal 1945 con 453,1 mm totali (i suddetti anni sono gli unici ad aver fatto finora registrare accumuli totali inferiori ai 500 mm). A livello mensile nel centro storico cittadino, in base alla serie storica pluviometrica dell'Osservatorio Ximeniano, dal 1822 al 2006 sono stati 15 i mesi ad aver chiuso senza accumuli pluviometrici (5 volte il mese di luglio, 3 volte il mese di marzo, 3 volte il mese di agosto ed una volta ciascuno i mesi di febbraio, maggio, giugno e novembre), mentre sono risultati 11 i mesi ad aver chiuso con accumuli totali superiori ai 250 mm: tra essi il nettamente più piovoso è risultato ottobre 1992 con 470,6 mm totali. Per accumulo totale novembre 1844 è all'ottavo posto assoluto e al quarto posto mensile, mentre novembre 1966 si piazza oltre il decimo posto assoluto, nonostante nei suddetti mesi si siano verificate due fra le più devastanti alluvioni cittadine mai documentate.

### Nevicate

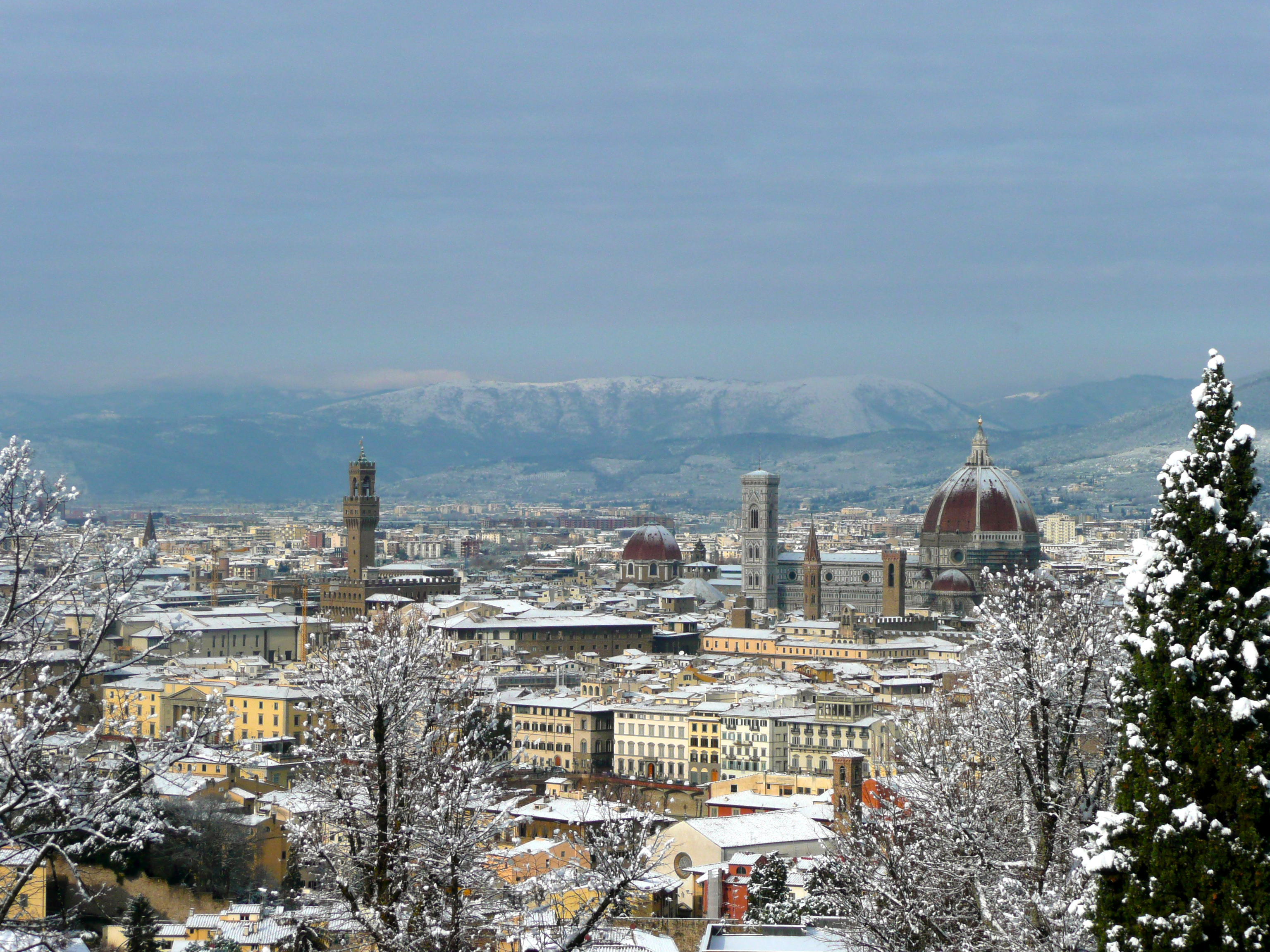
Firenze innevata il 19 dicembre 2009

Le precipitazioni nevose avvengono quasi tutti gli anni (la media delle segnalazioni di neve nei METAR della stazione meteorologica di Firenze Peretola è di 2,4 giorni l'anno fra il 1964 e il 2013, pur essendoci alcune annate totalmente prive di precipitazioni nevose), spesso però si tratta solo di deboli fioccate o nevischio con accumuli scarsi o nulli; gli eventi di rilievo, più frequenti fino agli anni sessanta, negli ultimi decenni hanno tempi di ritorno sui 10 anni circa.
Integrando le serie storiche nivometriche della stazione meteorologica dell'Osservatorio Ximeniano (dal 1874) e di quella aeroportuale di Peretola (dal 1951), l'anno con la maggiore frequenza di precipitazioni nevose, comprendenti sia quelle con accumulo che senza accumulo e miste a pioggia, è stato il 1895 con 14 giorni, seguito dal 1904, 1906 e 2012 con 11 giorni e dal 1929 e 1940 con 10 giorni. Al contrario non si sono contati giorni con precipitazioni nevose in città nel 1884, nel 1902, 1903, 1908, 1910, 1921, 1927, 1930, 1931, 1936, 1937, 1943 e 1949; nessun giorno di neve né presso l'osservatorio né presso l'aeroporto anche nel 1951, 1952, 1959, 1964, 1971, 1972, 1974, 1975, 1977, 1978, 1989 e 2011.

### Venti
La ventilazione media annua risulta essere di intensità attorno ai 4 m/s presso l'area aeroportuale, mentre nel centro storico si attesta attorno ai 3,4 m/s per la presenza degli edifici del tessuto urbano cittadino che tendono a smorzare la forza dei venti rispetto alle aree periferiche; nonostante la ventilazione si presenti generalmente di debole intensità sono possibili rinforzi fino a vento moderato nelle ore tardo-pomeridiane dei mesi estivi, per l'attivazione delle brezze marine dovute al forte gradiente termico che si viene a creare fra il Mar Ligure e le aree interne, e fino a vento di moderata e talvolta forte intensità di tramontana o di bora nei mesi invernali durante le irruzioni di aria artica o continentale, sia per gradiente isobarico che per gradiente termico.
Presso la stazione aeroportuale i mesi con la maggiore intensità media dei venti sono febbraio, marzo e ottobre con 4,3 m/s, mentre il mese con la minore intensità media è agosto con 3,6 m/s; nel centro storico, invece, presso l'Osservatorio Ximeniano il mese con la maggiore intensità eolica risulta gennaio con 3,7 m/s, mentre settembre con 3 m/s risulta il mese con la minore intensità media dei venti. A livello stagionale, entrambe le stazioni raggiungono in inverno le massime intensità eoliche medie, mentre i minimi sono raggiunti in estate alla stazione aeroportuale e in autunno all'Osservatorio Ximeniano.
Sia alla stazione meteorologica aeroportuale di Peretola che a quella dell'Osservatorio Ximeniano le direzioni eoliche prevalenti sono quelle dal primo quadrante della rosa dei venti (venti di direzione settentrionale o nord-orientale) nei periodi compresi tra il mese di gennaio e quello di aprile e tra il mese di settembre e quello di dicembre, sia per la prevalenza delle circolazioni di masse d'aria che avvengono nei suddetti periodi dell'anno a larga scala, sia per il gradiente isobarico e per il gradiente termico che si verificano durante le irruzioni artiche. Le correnti settentrionali associate al passaggio di fronti perturbati tendono a creare ombra pluviometrica e, in inverno, ombra nivometrica per la presenza del crinale appenninico a nord della conca del Mugello che influenza anche le condizioni atmosferiche dell'area fiorentina. Al contrario, nel periodo compreso tra il mese di maggio e quello di agosto le direzioni eoliche prevalenti risultano quelle dal terzo quadrante della rosa dei venti (venti di direzione sud-occidentale od occidentale) per la maggiore incidenza dell'azione delle brezze termiche che, soprattutto nelle ore tardo-pomeridiane, possono riuscire ad aggirare l'orografia e ad entrare nella piana fiorentina risalendo il corso dell'Arno. Vista la presenza di rilievi di altitudini modeste che dividono la piana fiorentina dalla conca del Mugello e dal crinale appenninico, l'eventuale attivazione di venti settentrionali tende a contenere parzialmente le temperature massime anche durante la stagione estiva per il rimescolamento dell'aria che determina perdita parziale di subsidenza atmosferica e a far aumentare i valori minimi per la conseguente mancanza di inversione termica notturna nella colonna d'aria: effetti simili si verificano anche con attivazione di venti da altre direzioni.

### Umidità
In base ai dati registrati tra il 1961 e il 1990 dalla stazione aeroportuale di Peretola, l'umidità relativa media annua si attesta su valori attorno al 70% raggiungendo le medie più elevate nel corso della stagione invernale (leggermente inferiori al 75%) e le medie più basse nel corso della stagione estiva (leggermente superiori al 66%); a livello mensile il mese di dicembre è quello che fa registrare le medie più alte (78%) e il mese di luglio il mese che fa registrare le medie più basse (65%).
Nonostante le medie elevate che si registrano nel corso dell'inverno, non sono infrequenti giornate con cielo sereno e ventilazione settentrionale durante le quali i tassi igrometrici registrati risultano relativamente bassi.
Nel corso dell'estate, in presenza dell'anticiclone subtropicale africano, si registrano tassi igrometrici diurni molto bassi che rendono torride le giornate; le condizioni afose non sono frequenti, risultando prevalentemente transitorie, e generalmente possono verificarsi sporadicamente nelle ore notturne in presenza dell'anticiclone delle Azzorre associato a deboli venti al suolo di origine marittima e nelle ore pomeridiane in presenza di attività termoconvettiva durante la quale le incudini dei cumulonembi appenninici o chiantigiani possono velare o coprire parzialmente il cielo sopra la città; risultano più rare invece le giornate di caldo afoso con cielo coperto dovute al transito di deboli perturbazioni atlantiche.
Nel corso dell'anno, in base alle osservazioni effettuate presso la stazione aeroportuale di Peretola nel periodo compreso tra il 1971 e il 2000, si contano mediamente 27 giorni di nebbia annui. Il mese col maggior numero medio di giorni di nebbia risulta gennaio con 7 giorni; al contrario, invece, i mesi del periodo compreso tra maggio e agosto contano mediamente zero giorni di nebbia. A livello stagionale, in inverno si verificano mediamente ben 16 dei 27 giorni di nebbia medi annui (oltre ai già citati 7 giorni di gennaio vanno aggiunti i 6 giorni medi di dicembre e i 3 giorni medi di febbraio); i restanti 11 giorni sono distribuiti prevalentemente durante l'autunno quando se ne contano mediamente 9 (1 a settembre, 3 ad ottobre e 5 a novembre), mentre in primavera se ne registrano mediamente 2 (1 a marzo e uno ad aprile).

### Continentalità
Pur non rientrando tra i climi continentali per i vari tipi di classificazioni climatiche in uso, la città di Firenze, grazie alla sua ubicazione relativamente lontana dal mare in una conca ad anfiteatro circondata da rilievi di altezza modesta, si caratterizza comunque per determinati elementi di continentalità che tendono a manifestarsi con particolari tipi di configurazioni meteorologiche.
Per la meno intensa ventilazione dovuta alla relativa lontananza dal mare (quest'ultimo esercita un forte, e decisivo ai fini delle temperature, assorbimento/smorzamento del calore solare) e alle costruzioni cittadine che la deviano e/o frenano, le temperature massime medie estive sono sensibilmente più alte di quelle che si registrano generalmente lungo tutta la costa toscana. A causa dell'elevata subsidenza atmosferica che può originarsi in condizioni anticicloniche associate a calma di vento talvolta possono essere raggiunti, o raramente anche superati, i 40 °C in presenza della saldatura tra anticiclone delle Azzorre al suolo e anticiclone subtropicale africano in quota, condizione divenuta più frequente negli ultimi anni. Nelle ore diurne ma anche nelle ore notturne l'umidità relativa presente in città è mediamente inferiore rispetto a quella marittima dove la costante evaporazione degli strati più superficiali dell'acqua del mare solamente in parte è nascosta e mitigata da una continua ventilazione. Al contrario, nei mesi invernali, le temperature minime possono scendere di alcuni gradi sotto lo zero per l'inversione termica in condizioni anticicloniche con cielo sereno e calma di vento.
A tal proposito, vanno ricordati i valori massimi e minimi assoluti, registrati presso la stazione aeroportuale di Peretola nella periferia nord-occidentale della città, che hanno portato il termometro a salire fino a 42,6 °C il 26 luglio 1983 (risultano errati invece i +43,2 °C omologati il 1º agosto 2012) e a scendere fino a −23,0 °C il 12 gennaio 1985. Nel centro storico invece la temperatura massima assoluta è quella di +42,1 °C del 21 agosto 2011 registrata presso la stazione meteorologica di Firenze Città del servizio agrometeorologico dell'ARSIA (stazione non attiva nel luglio 1983), mentre la temperatura minima assoluta resta finora quella di −12,9 °C del 30 dicembre 1849 registrata alla storica stazione meteorologica di Firenze Ximeniano.
Poco fuori dai confini comunali, sono da segnalare temperature massime assolute superiori a quella della stazione meteorologica aeroportuale di Peretola: nell'agosto 2003 la stazione idrologica di Antella, a sud-est della città, raggiunse +43,1 °C il giorno 6 (valore da ritenersi il più elevato a livello regionale escludendo i dati sovrastimati ed errati), mentre il giorno precedente la stazione idrologica di San Colombano a ovest della città si era fermata a +43,0 °C (entrambe le stazioni non erano attive nel luglio 1983 quando avrebbero potuto far registrare valori superiori a questi).
Le caratteristiche continentali del clima di Firenze possono essere riassunte anche osservando i valori minimi e massimi assoluti mensili registrati dalle varie stazioni meteorologiche cittadine.
Analizzando tali dati, si può verificare che alla stazione aeroportuale di Peretola, nel corso del gennaio 1985 si sono registrate le quattro temperature minime più basse della serie storica dal 1946 in poi grazie all'intenso effetto albedo e alle inversioni termiche dovute alla serenità del cielo susseguente alle precedenti nevicate: oltre al record di temperatura minima assoluta di −23,0 °C del 12 gennaio, sono da segnalare i −22,2 °C dell'11 gennaio, i −16,0 °C del 10 gennaio e i −13,4 °C del 13 gennaio (questi ultimi registrati con copertura nuvolosa). Presso la stazione aeroportuale di Peretola furono molto rilevanti anche le temperature minime del gennaio 1968 con i −12,8 °C del 14 gennaio e i −12,2 °C del 12 gennaio, registrati anch'essi a seguito di una intensa nevicata avvenuta nei giorni precedenti. La temperatura minima più bassa registrata senza effetto albedo risale al 5 marzo 1949, quando alla stazione aeroportuale furono toccati i −11,6 °C grazie ad un'intensa inversione termica durante una forte ondata di gelo. Nel febbraio 1956 i picchi minime registrati a Peretola furono quelli di −11,4 °C del 16 febbraio e i −10,9 °C del 15 febbraio, anch'essi registrati senza la presenza di neve al suolo. Presso la storica stazione dell'Osservatorio Ximeniano, che tende a far registrare temperature minime meno estreme rispetto alla stazione aeroportuale grazie alla sua ubicazione nel pieno centro storico e alla sua posizione alla sommità di un edificio, la temperatura minima assoluta fu quella di −12,9 °C del remoto 30 dicembre 1849 (giorno in cui la stazione meteorologica del Museo La Specola scese a −12,5 °C); altre temperature minime rilevanti dell'osservatorio Ximeniano sono state i −11,0 °C dell'11 gennaio 1985, i −10,6 °C registrati il 24 gennaio 1891, il 16 febbraio 1956 e il 12 gennaio 1985, mentre il 16 febbraio 1929 la temperatura minima scese a −10,5 °C, il 20 dicembre 2009 a -10,4 °C e il 15 febbraio 1956 a -10,1 °C.
Per quanto riguarda le temperature massime più elevate, il record assoluto del territorio comunale è quello dei 42,6 °C registrati alla stazione aeroportuale di Peretola il 26 luglio 1983 (giorno in cui l'Osservatorio Ximeniano registrò il record assoluto di 41,6 °C). Altri picchi massimi molto elevati sono stati registrati il 21 agosto 2011 con 42,0 °C alla stazione meteorologica dell'ARSIA in via Pietrapiana (giorno in cui lo Ximeniano si fermò a 40,8 °C), alla stazione aeroportuale di Peretola con 41,6 °C il 27 luglio 1983, i 41,5 °C del 29 luglio 2005 della stazione di Firenze Università del Servizio Idrologico Regionale della Toscana (la stessa stazione toccò i 41,4 °C il 21 agosto 2011) e i 41,1 °C della stazione aeroportuale di Peretola del 5 agosto 2003. Altre temperature uguali o superiori ai 40 °C sono state registrate il 13 agosto 1861 all'osservatorio Ximeniano con 40,0 °C; nel luglio 1945 alla stazione idrografica con 40,5 °C e alla provvisoria stazione statunitense attivata all'aeroporto nel corso della Campagna d'Italia con 40,2 °C; nel luglio e nell'agosto 1947 alla stazione aeroportuale di Peretola rispettivamente con 40,2 °C e con 40,6 °C; il 1º agosto 1958 con 40,2 °C all'osservatorio Ximeniano; il 20 agosto 2009 in alcune stazioni del Servizio Idrologico Regionale; tra il 19 e il 20 agosto 2012 in varie stazioni cittadine; infine il 7 agosto 2013 alla stazione ARSIA di via Pietrapiana.
Analizzando più dettagliatamente la serie storica termometrica dal 1946 in poi della stazione aeroportuale di Peretola, emerge che nel nuovo millennio sono stati registrati ben sei record di temperatura massima mensile: nel mese di marzo 2012 con 25,8 °C è stato eguagliato il record del 1989; nel mese di aprile 2012 con 31,2 °C veniva superato il precedente record di 30,6 °C del 1949; nel mese di maggio 2009 con 35,0 °C veniva superato il record di 34,4 °C del 2008 (che a sua volta aveva superato i 33,8 °C del vecchio record del 1979); nel mese di agosto 2003 con 41,1 °C veniva battuto il record precedente di 40,6 °C del 1947; nel mese di ottobre 2011 con 31,6 °C veniva superato il precedente record di 30,8 °C del 1985; infine nel mese di novembre 2004 con 27 °C veniva battuto il record precedente di 25 °C del 1984. Da notare anche che soltanto nel 1947 sono stati superati i 40 °C all'aeroporto di Peretola, sia nel mese di luglio (+40,2 °C) che in quello di agosto (+40,6 °C). Al tempo stesso, nel nuovo millennio sono stati superati soltanto due record di temperatura minima mensile: nel mese di aprile 2003 con −3,2 °C veniva superato il vecchio record di −3,0 °C dell'aprile 1970 e nel mese di dicembre 2005 con −10,2 °C veniva battuto il precedente record di −9,0 °C del 1973. Va comunque detto che i dati qui analizzati si limitano al periodo dal 1946 in poi, senza poter verificare eventuali valori superiori o inferiori che potrebbero essere stati registrati nel periodo antecedente al 1946.

## Stazioni meteorologiche
Nel territorio comunale di Firenze sono ubicate varie stazioni meteorologiche gestite da vari enti, sia pubblici che privati. La loro presenza è fondamentale per lo studio del clima nelle varie aree della città, anche se alcune zone del territorio comunale rimangono prive di monitoraggio ufficiale.

### Stazione meteorologica di Firenze Peretola
La stazione meteorologica è ubicata all'interno dell'area aeroportuale di Peretola.
Attiva dal 1931, appartiene alla rete di stazioni meteorologiche del Servizio meteorologico dell'Aeronautica Militare e dell'Organizzazione meteorologica mondiale; dal 10 ottobre 1989 è passata sotto la gestione dell'Ente Nazionale di Assistenza al Volo.
Nella tabella sottostante sono riportati i valori medi registrati nel trentennio 1961-1990, utilizzato come media di riferimento ufficiale (CLINO) presso l'Organizzazione meteorologica mondiale, oltre ai valori estremi minimi e massimi mensili dal 1931 in poi.
| Firenze Peretola                 | Mesi         | Mesi         | Mesi         | Mesi        | Mesi        | Mesi        | Mesi        | Mesi        | Mesi        | Mesi        | Mesi        | Mesi         | Stagioni | Stagioni | Stagioni | Stagioni | Anno    |
| Firenze Peretola                 | Gen          | Feb          | Mar          | Apr         | Mag         | Giu         | Lug         | Ago         | Set         | Ott         | Nov         | Dic          | Inv      | Pri      | Est      | Aut      | Anno    |
| -------------------------------- | ------------ | ------------ | ------------ | ----------- | ----------- | ----------- | ----------- | ----------- | ----------- | ----------- | ----------- | ------------ | -------- | -------- | -------- | -------- | ------- |
| T. max. media (°C)               | 10,1         | 12,0         | 15,0         | 18,8        | 23,4        | 27,3        | 31,1        | 30,6        | 26,6        | 21,1        | 14,9        | 10,4         | 10,8     | 19,1     | 29,7     | 20,9     | 20,1    |
| T. min. media (°C)               | 1,4          | 2,8          | 4,9          | 7,7         | 11,3        | 14,7        | 17,2        | 17,0        | 14,2        | 10,0        | 5,5         | 2,4          | 2,2      | 8,0      | 16,3     | 9,9      | 9,1     |
| T. max. assoluta (°C)            | 20,0 (1932)  | 23,4 (1991)  | 26,7 (2017)  | 31,2 (2012) | 35,0 (2009) | 39,0 (2019) | 42,6 (1983) | 41,3 (2017) | 36,7 (1949) | 31,6 (2011) | 27,0 (2004) | 20,4 (1989)  | 23,4     | 35,0     | 42,6     | 36,7     | 42,6    |
| T. min. assoluta (°C)            | −23,0 (1985) | −11,4 (1956) | −11,6 (1949) | −3,2 (2003) | 1,0 (1957)  | 5,6 (1975)  | 8,0 (1954)  | 8,0 (1931)  | 0,0 (1931)  | −2,6 (1970) | −6,0 (1981) | −10,2 (2005) | −23,0    | −11,6    | 5,6      | −6,0     | −23,0   |
| Giorni di gelo (Tmin ≤ 0 °C)     | 12,0         | 8,5          | 4,3          | 0,5         | 0,0         | 0,0         | 0,0         | 0,0         | 0,0         | 0,2         | 4,7         | 9,7          | 30,2     | 4,8      | 0,0      | 4,9      | 39,9    |
| Nuvolosità (okta al giorno)      | 4,9          | 4,7          | 4,7          | 4,9         | 4,4         | 3,8         | 2,7         | 2,8         | 3,3         | 3,8         | 4,9         | 5,1          | 4,9      | 4,7      | 3,1      | 4,0      | 4,2     |
| Precipitazioni (mm)              | 73,1         | 69,2         | 80,1         | 77,5        | 72,6        | 54,7        | 39,6        | 76,1        | 77,5        | 87,8        | 111,2       | 91,3         | 233,6    | 230,2    | 170,4    | 276,5    | 910,7   |
| Giorni di pioggia                | 9,4          | 8,4          | 8,6          | 9,1         | 8,6         | 6,3         | 3,5         | 5,9         | 5,7         | 7,4         | 10,0        | 8,8          | 26,6     | 26,3     | 15,7     | 23,1     | 91,7    |
| Umidità relativa media (%)       | 76           | 70           | 66           | 68          | 68          | 68          | 65          | 66          | 69          | 73          | 76          | 78           | 74,7     | 67,3     | 66,3     | 72,7     | 70,3    |
| Pressione a 0 metri s.l.m. (hPa) | 1 017        | 1 015        | 1 015        | 1 013       | 1 015       | 1 015       | 1 015       | 1 014       | 1 017       | 1 018       | 1 015       | 1 014        | 1 015,3  | 1 014,3  | 1 014,7  | 1 016,7  | 1 015,3 |
| Vento (direzione-m/s)            | N 4,2        | N 4,3        | NE 4,3       | N 4,1       | SW 3,8      | W 3,8       | W 3,8       | W 3,6       | NE 3,8      | NE 4,3      | N 4,2       | N 4,2        | 4,2      | 4,1      | 3,7      | 4,1      | 4,0     |

### Stazione meteorologica di Firenze Ximeniano

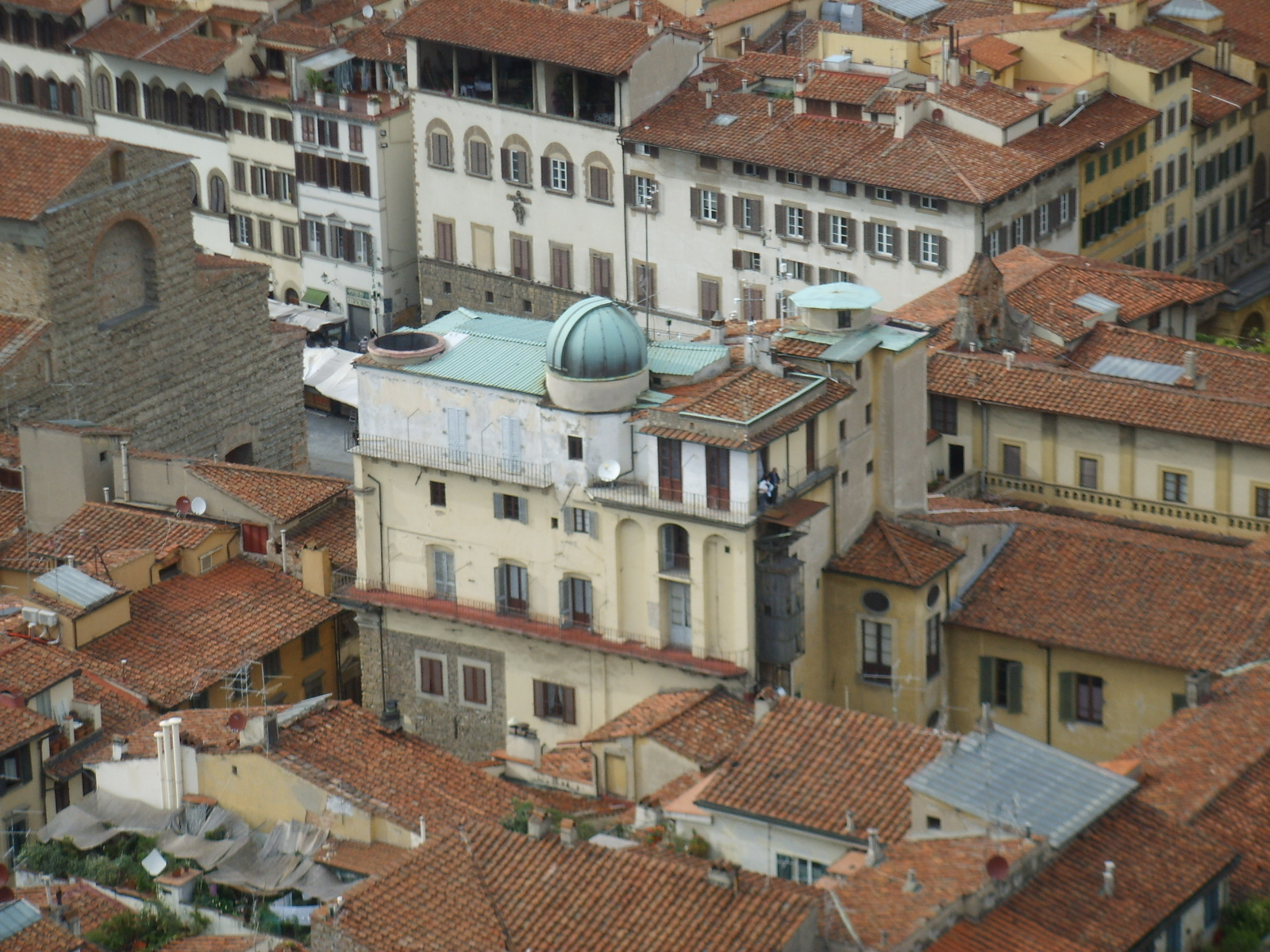
Veduta area dell'Osservatorio Ximeniano

La stazione meteorologica effettua osservazioni meteorologiche senza soluzioni di continuità dal 1813 ed è ubicata in piena area urbana nel centro cittadino, alla sommità dell'edificio che ospita l'Osservatorio Ximeniano sul lato orientale che delimita piazza San Lorenzo. Dal 2004 è gestita dalla Fondazione Osservatorio Ximeniano di Firenze - Onlus la quale gestisce anche altre due stazioni ubicate presso il Parco delle Cascine e presso la sede TECKNA di Signa (quest'ultima al di fuori del territorio comunale).
Rispetto a quanto avviene alla stazione aeroportuale di Peretola, l'andamento delle temperature registrate risente maggiormente dell'isola di calore cittadina vista l'ubicazione dell'osservatorio meteorologico, soprattutto per quanto riguarda l'andamento delle temperature minime e delle temperature medie.
Nella tabella sottostante sono riportati i valori medi registrati nel trentennio 1961-1990, utilizzato come media di riferimento ufficiale (CLINO) presso l'Organizzazione meteorologica mondiale, oltre ai valori estremi minimi e massimi mensili dal 1813 al 2016.
| Firenze Ximeniano                                    | Mesi         | Mesi         | Mesi        | Mesi        | Mesi        | Mesi        | Mesi        | Mesi        | Mesi        | Mesi        | Mesi        | Mesi         | Stagioni | Stagioni | Stagioni | Stagioni | Anno   |
| Firenze Ximeniano                                    | Gen          | Feb          | Mar         | Apr         | Mag         | Giu         | Lug         | Ago         | Set         | Ott         | Nov         | Dic          | Inv      | Pri      | Est      | Aut      | Anno   |
| ---------------------------------------------------- | ------------ | ------------ | ----------- | ----------- | ----------- | ----------- | ----------- | ----------- | ----------- | ----------- | ----------- | ------------ | -------- | -------- | -------- | -------- | ------ |
| T. max. media (°C)                                   | 9,6          | 11,1         | 14,5        | 18,5        | 22,7        | 26,9        | 30,3        | 29,6        | 25,8        | 20,3        | 14,1        | 10,0         | 10,2     | 18,6     | 28,9     | 20,1     | 19,5   |
| T. media (°C)                                        | 6,2          | 7,3          | 10,0        | 13,4        | 17,1        | 21,0        | 24,0        | 23,6        | 20,3        | 15,4        | 10,6        | 6,7          | 6,7      | 13,5     | 22,9     | 15,4     | 14,6   |
| T. min. media (°C)                                   | 2,8          | 3,5          | 5,5         | 8,3         | 11,5        | 15,2        | 17,7        | 17,6        | 14,9        | 10,6        | 7,2         | 3,4          | 3,2      | 8,4      | 16,8     | 10,9     | 9,9    |
| T. max. assoluta (°C)                                | 18,9 (1932)  | 22,6 (1990)  | 26,4 (1989) | 30,7 (2012) | 37,1 (2009) | 38,1 (2006) | 41,6 (1983) | 40,8 (2011) | 36,4 (1949) | 33,5 (2011) | 24,1 (2004) | 20,4 (1872)  | 22,6     | 37,1     | 41,6     | 36,4     | 41,6   |
| T. min. assoluta (°C)                                | −11,0 (1985) | −10,6 (1956) | −8,6 (1949) | −1,5 (1956) | 1,6 (1957)  | 6,0 (1873)  | 9,8 (1918)  | 9,7 (1924)  | 4,3 (1889)  | −1,4 (1941) | −5,3 (1954) | −12,9 (1849) | −12,9    | −8,6     | 6,0      | −5,3     | −12,9  |
| Nuvolosità (okta al giorno)                          | 6            | 7            | 6           | 5           | 5           | 5           | 3           | 4           | 4           | 5           | 7           | 7            | 6,7      | 5,3      | 4        | 5,3      | 5,3    |
| Precipitazioni (mm)                                  | 60           | 67           | 59          | 57          | 70          | 48          | 26          | 51          | 61          | 83          | 98          | 71           | 198      | 186      | 125      | 242      | 751    |
| Giorni di pioggia                                    | 8            | 8            | 8           | 7           | 8           | 6           | 3           | 4           | 6           | 7           | 10          | 9            | 25       | 23       | 13       | 23       | 84     |
| Giorni di cielo sereno                               | 11           | 9            | 12          | 13          | 14          | 15          | 22          | 20          | 17          | 16          | 9           | 10           | 30       | 39       | 57       | 42       | 168    |
| Radiazione solare globale media (centesimi di MJ/m²) | 610          | 890          | 1 340       | 1 700       | 2 110       | 2 300       | 2 320       | 1 970       | 1 500       | 1 030       | 660         | 490          | 1 990    | 5 150    | 6 590    | 3 190    | 16 920 |
| Vento (direzione-m/s)                                | NE 3,7       | NE 3,5       | NE 3,6      | NE 3,5      | W 3,4       | SW 3,3      | W 3,4       | W 3,3       | NE 3,0      | NE 3,4      | NE 3,3      | N 3,5        | 3,6      | 3,5      | 3,3      | 3,2      | 3,4    |

### Stazione meteorologica di Firenze Museo La Specola

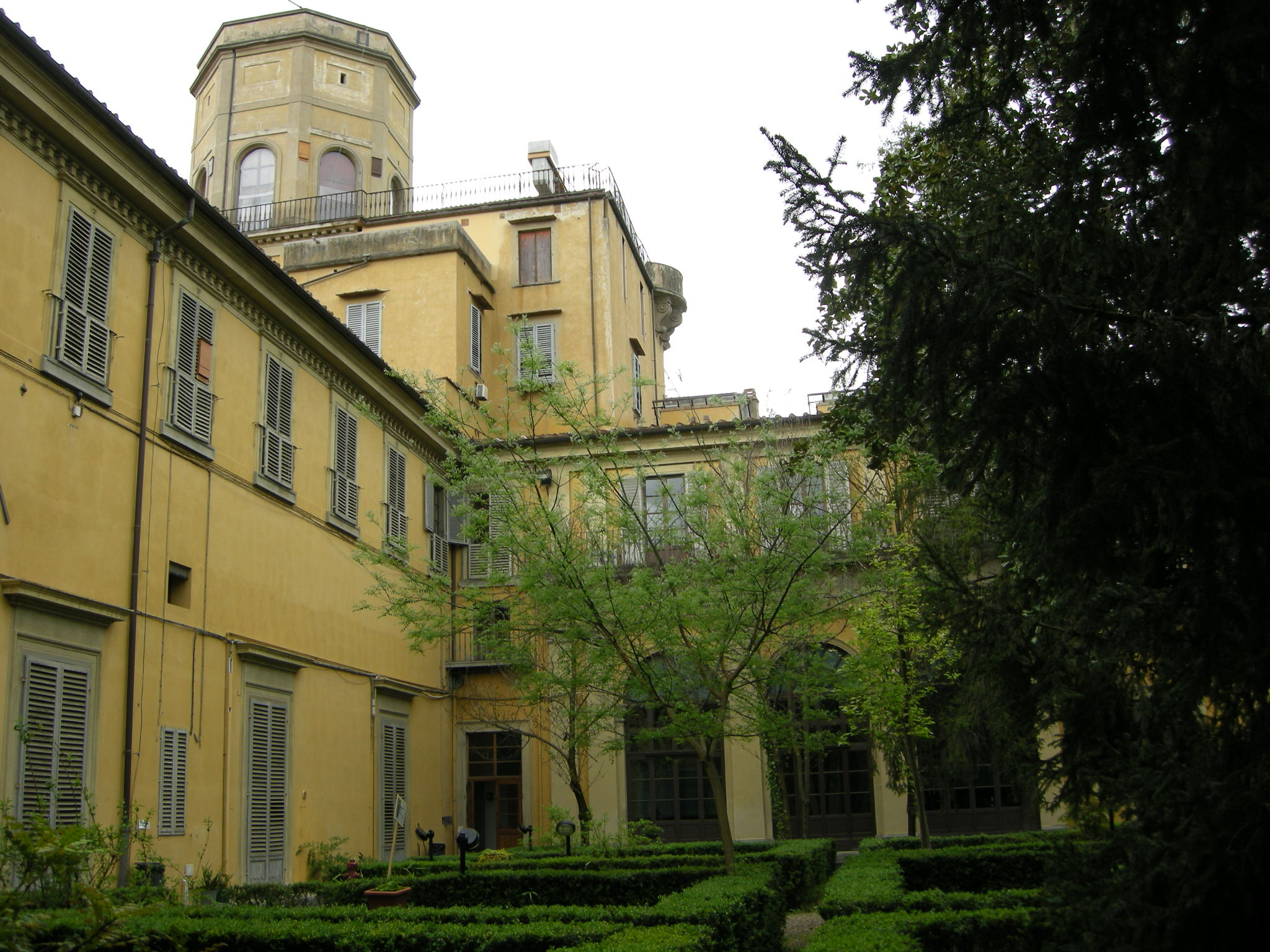
La torre di Palazzo Torrigiani dove era ubicata la storica stazione meteorologica di Firenze Museo La Specola

La stazione meteorologica, attiva dal 1775, era ubicata nella zona di Oltrarno sul torrino di Palazzo Torrigiani, sede dell'allora Imperiale e Regio museo di fisica e storia naturale di Firenze.
La stazione ha fornito i dati all'Ufficio Centrale di Meteorologia dalla seconda metà dell'Ottocento fino al 1942 e fra il 1916 e il 1954 al compartimento di Pisa del Servizio Idrografico e Mareografico Nazionale per la pubblicazione sugli annali idrologici, per poi essere dismessa definitivamente negli anni Cinquanta del Novecento. Prima della sua definitiva dismissione era considerata la principale stazione meteorologica del centro cittadino di Firenze oltre che di tutta la città prima dell'attivazione della stazione meteorologica di Firenze Peretola.
Nella tabella sottostante sono riportati i valori medi registrati nel periodo storico di fine Ottocento durante il trentennio 1871-1900 e le temperature estreme registrate fra il 1807 e il 1942; confrontando tali dati con le medie recenti delle altre stazioni meteorologiche si può notare come gli inverni fossero di un valore compreso tra 1 e 2 gradi più rigidi degli attuali (medie trentennali dal 1990 in poi) nel periodo medio mensile mentre non si apprezzano differenze nelle altre stagioni.
| Firenze Museo La Specola | Mesi        | Mesi         | Mesi        | Mesi        | Mesi        | Mesi        | Mesi        | Mesi        | Mesi        | Mesi        | Mesi        | Mesi         | Stagioni | Stagioni | Stagioni | Stagioni | Anno  |
| Firenze Museo La Specola | Gen         | Feb          | Mar         | Apr         | Mag         | Giu         | Lug         | Ago         | Set         | Ott         | Nov         | Dic          | Inv      | Pri      | Est      | Aut      | Anno  |
| ------------------------ | ----------- | ------------ | ----------- | ----------- | ----------- | ----------- | ----------- | ----------- | ----------- | ----------- | ----------- | ------------ | -------- | -------- | -------- | -------- | ----- |
| T. max. media (°C)       | 7,8         | 10,9         | 14,1        | 18,7        | 23,2        | 27,5        | 31,0        | 30,3        | 25,8        | 19,6        | 13,3        | 8,3          | 9,0      | 18,7     | 29,6     | 19,6     | 19,2  |
| T. media (°C)            | 4,7         | 7,0          | 9,6         | 13,8        | 17,7        | 21,6        | 24,8        | 24,2        | 20,8        | 15,3        | 10,0        | 5,7          | 5,8      | 13,7     | 23,5     | 15,4     | 14,6  |
| T. min. media (°C)       | 1,6         | 3,1          | 5,1         | 8,8         | 12,1        | 15,6        | 18,5        | 18,1        | 15,7        | 11,0        | 6,6         | 3,1          | 2,6      | 8,7      | 17,4     | 11,1     | 9,9   |
| T. max. assoluta (°C)    | 18,8 (1865) | 20,0 (1846)  | 24,2 (1913) | 30,0 (1865) | 37,0 (1868) | 38,4 (1935) | 39,5 (1881) | 39,5 (1868) | 34,8 (1895) | 30,5 (1868) | 24,3 (1863) | 21,3 (1872)  | 21,3     | 37,0     | 39,5     | 34,8     | 39,5  |
| T. min. assoluta (°C)    | −9,5 (1880) | −10,3 (1929) | −5,3 (1877) | −1,5 (1906) | 3,3 (1902)  | 6,0 (1873)  | 10,4 (1918) | 9,8 (1924)  | 4,4 (1889)  | −1,4 (1890) | −5,8 (1860) | −12,5 (1849) | −12,5    | −5,3     | 6,0      | −5,8     | −12,5 |
| Precipitazioni (mm)      | 63,9        | 48,8         | 68,2        | 85,1        | 76,4        | 58,6        | 37,4        | 46,0        | 73,6        | 110,9       | 99,9        | 103,0        | 215,7    | 229,7    | 142,0    | 284,4    | 871,8 |
| Giorni di pioggia        | 10          | 9            | 10          | 13          | 12          | 9           | 5           | 5           | 7           | 12          | 13          | 13           | 32       | 35       | 19       | 32       | 118   |

### Stazione meteorologica di Firenze Reparto Idrografico

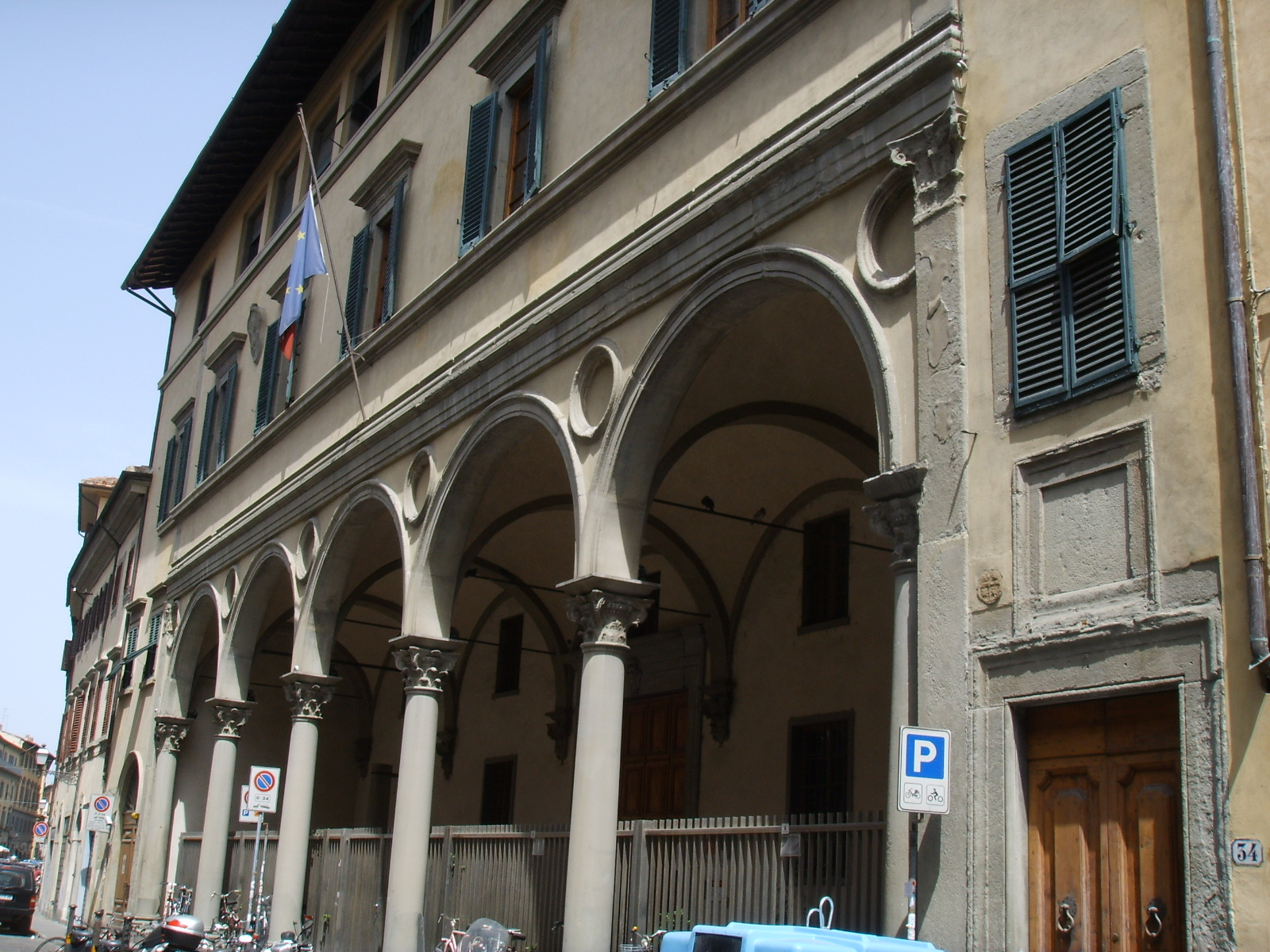
La Loggia dei Tessitori e il palazzo del Genio Civile dove era ubicata la stazione meteorologica di Firenze Reparto Idrografico

La stazione meteorologica venne attivata nel 1923 dopo l'istituzione del Servizio Idrografico del Ministero dei lavori pubblici, a cui venivano forniti i dati termopluviometrici registrati per la loro pubblicazione negli annali idrologici.
In seguito dismessa, la stazione meteorologica era ubicata nel centro cittadino in via San Gallo, alla sommità del medesimo complesso architettonico della Loggia dei Tessitori, dove attualmente è ospitata la sede fiorentina del Servizio Idrologico Regionale della Toscana.
In data 15 aprile 2014 è stata riattivata la stazione termometrica con la denominazione di Firenze Genio Civile.

### Stazione meteorologica di Firenze Monastero degli Angeli
La stazione meteorologica venne fatta attivare nel 1654 dal granduca Ferdinando II de' Medici che istituì una rete di stazioni di tre livelli, a livello granducale (regionale), italiano ed europeo. La sua sede era presso il complesso del Monastero degli Angeli.
Attualmente sono documentati vari tipi di osservazioni meteorologiche effettuate tra il 1654 e il 1670.

### Altre stazioni meteorologiche

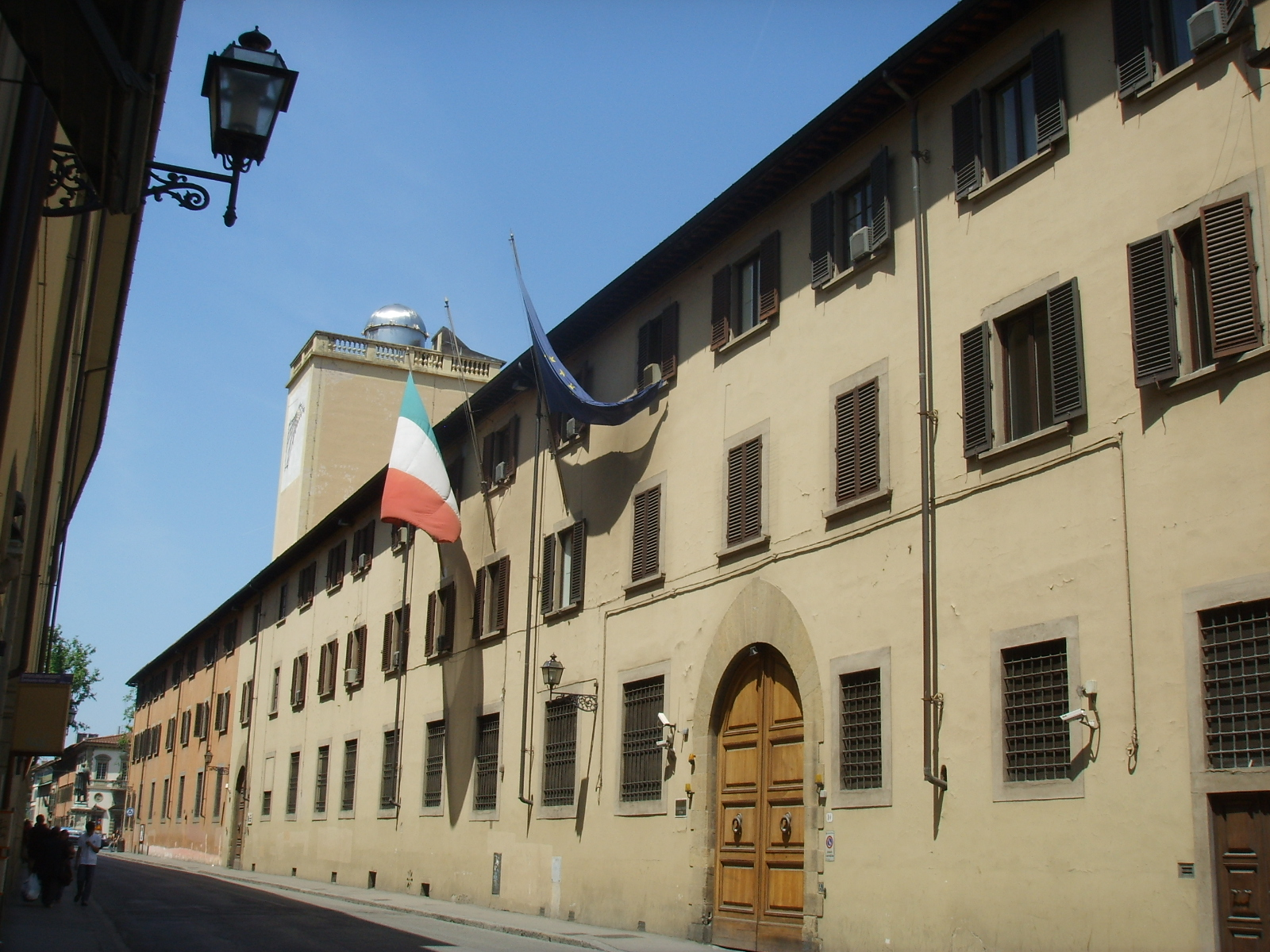
La sede dell'Istituto Geografico Militare con la torretta dello storico osservatorio

Nel territorio comunale sono presenti anche altre stazioni meteorologiche fra le quali va annoverata la storica stazione ubicata presso la sede dell'Istituto Geografico Militare, attiva fin dall'istituzione dello stesso (1865). Fra le stazioni di recente installazione sono invece da segnalare le stazioni dell'Ibimet CNR ubicate presso le sedi della Facoltà di Scienze Agrarie e Forestali di Quaracchi e delle Cascine attive rispettivamente dal 1991 e dal 1997; la stazione meteorologica di Firenze Università del Servizio Idrologico Regionale della Toscana, attivata nel 1997 nell'area di Careggi presso la sede della Facoltà di Ingegneria nella località di Santa Marta; la stazione meteorologica di Firenze Città, attivata nel 2000 dall'ARSIA in via Pietrapiana alla sommità dell'edificio che ospita la sede fiorentina del suddetto ente; la stazione meteorologica di Firenze Scuola Aeronautica, attivata nel 2002 dal Servizio meteorologico dell'Aeronautica Militare presso la scuola militare aeronautica "Giulio Douhet" nel Parco delle Cascine; la stazione meteorologica di Firenze Orto Botanico, attivata nel 2006 all'interno del Giardino dei Semplici dall'Ibimet CNR nell'ambito del progetto Biometeo.
Poco fuori dai confini comunali, sono da segnalare anche le stazioni meteorologiche di San Giusto e San Colombano (dismessa nel 2014) nel territorio comunale di Scandicci, quella di Antella (dismessa nel 2010) nel territorio comunale di Bagno a Ripoli, quella di Case Passerini nel territorio comunale di Sesto Fiorentino (tutte e quattro del Servizio Idrologico Regionale della Toscana) e la stazione meteorologica del Polo Scientifico di Sesto Fiorentino gestita dal Consorzio LaMMA e ubicata presso la sede del suddetto ente.
Tra le stazioni storiche dismesse, oltre a quelle del Museo La Specola e del Servizio Idrografico, sono da ricordare alcuni osservatori meteorologici privati: l'osservatorio del Giardino dei Semplici (attivato nel 1801) si trovava presso l'omonimo giardino, dove attualmente è ubicata la moderna stazione di Firenze Orto Botanico, ed era gestito dal personale dell'Accademia dei Georgofili; l'Osservatorio del Collegio alla Querce (attivato nel 1870) che era ubicato nella parte nord-orientale del territorio comunale dove si trovava la sede dell'omonimo storico collegio cittadino; l'osservatorio di Varlungo (attivato nel 1884) era ubicato nella parte sud-orientale del territorio comunale presso Villa Bertelli; l'Osservatorio Bastogi (attivato nel 1892) che aveva sede presso Palazzo Bastogi di via Cavour; l'osservatorio di Quarto, meteosismico (attivato nel 1895), si trovava nella parte nord-occidentale del territorio comunale in una villa della famiglia Bastogi lungo via dell'Osservatorio presso l'attuale frazione di Castello; infine l'osservatorio dell'Oratorio dei Salesiani (attivato anch'esso nel 1895) che era ubicato presso la sede fiorentina dell'ordine.